# Adam Erdmann Trčka von Lípa
Adam Erdmann, comte Trčka von Lípa (aussi transcrit en allemand : Trzka von Leipa ou Tersky ; en tchèque : Adam Erdman Trčka z Lípy), né v.1599, mort le 25 février 1634 à Egra en royaume de Bohême, est un militaire de la monarchie de Habsbourg. Pendant la guerre de Trente Ans, il est un lieutenant du généralissime Albrecht von Wallenstein. Associé à sa conspiration contre l'empereur Ferdinand II, il est tué avec Wallenstein par les partisans de l'empereur.

## Origines
Les Trčka von Lípa sont une vieille famille de la noblesse tchèque qui tire son nom de la seigneurie de Lípa près de Königgrätz (Hradec Králové). Johann Rudolph Trčka von Lípa, son père, est reconnu par l’empereur  Rodolphe II parmi les premières familles du royaume de Bohême et acquiert, par achat ou échange, les domaines de Lipnice nad Sázavou, Dřevnice et Neu-Seelau. Il épouse Marie Magdalene, de l'importante maison de Lobkowicz. Adam Erdmann naît vers 1599. La famille Trčka von Lípa ne prend qu'une faible part à la révolte de 1618 et conserve la plus grande partie de ses biens après la défaite de la noblesse tchèque à la bataille de la Montagne-Blanche en 1620. Marie Magdalene, réputée une des femmes les plus avides de son temps, rachète des propriétés dans le nord-est de la Bohême pour une valeur d'un million de thalers, faisant des Trčka von Lípa les plus riches propriétaires de Bohême, juste après les Wallenstein et avant les Kinský.
En 1627, Adam Hermann épouse Maximiliana, fille du conseiller impérial Karl von Harrach (de) et sœur d'Isabella Katharina qui avait épousé en 1623 le général impérial Albrecht von Wallenstein. À une époque indéterminée, probablement avant son mariage, Adam Erdmann avait abjuré l'utraquisme en faveur du catholicisme. En 1628, il reçoit de l’empereur Ferdinand II le brevet de comte dans la noblesse du Palatinat avec les titres de chambellan et conseiller impérial ; ses parents le suivent la même année dans la conversion au catholicisme.

## Carrière militaire et politique

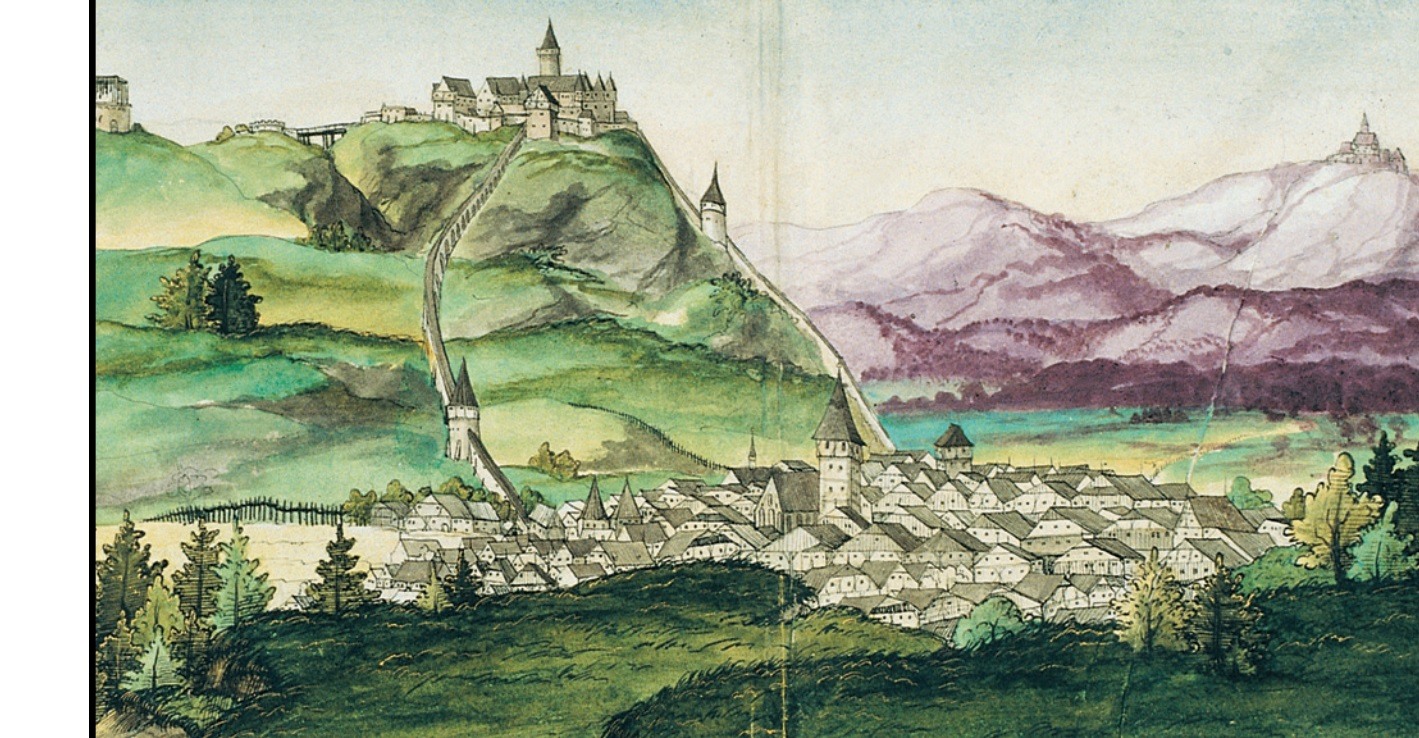
Ville et château de Náchod en 1536.

À partir de 1626, Adam Erdmann sert comme volontaire dans l'armée de Wallenstein qui le charge de missions de confiance : en septembre 1628, le jeune officier va porter à l'empereur le compte-rendu des opérations contre le roi Christian IV de Danemark. Il arrive à la cour le 3 septembre alors que la veille, les impériaux ont remporté sur les Danois la  bataille de Wolgast.
En 1629, Marie Magdalene vend à Wallenstein, pour 100 000 thalers, la seigneurie de Smidary, et à Adam Erdmann, pour 200 000 thalers, celle de Náchod. Cependant, le zèle des commissaires chargés d'introduire la Contre-Réforme catholique sur leurs terres provoque une révolte paysanne qu'Adam Erdmann, avec l'aide de Wallenstein, doit réprimer.
Le 23 février 1630, Wallenstein remet à Adam Erdmann sa patente de colonel avec le commandement d'un régiment levé en Italie par le maréchal Rambaldo di Collalto (it). Cependant, le 24 mai 1630, l'empereur envoie une lettre pour reprocher au jeune colonel ses pratiques de recrutement forcé dans les villes de Königgrätz, Nymburk et Velvary. Wallenstein restitue alors les compagnies d'infanterie au colonel Dietrichstein et, à la place, confie à Adam Erdmann un régiment de 500 arquebusiers à cheval ramenés du marquisat de Mantoue.
Le 9 mai 1631, Adam Erdmann reçoit un brevet impérial pour la levée de 3 000 recrues en Bohême. Le recrutement est plus difficile que prévu et ce n'est qu'en août que le nouveau régiment arrive à Glogau en Silésie : l'armée impériale du maréchal Rudolf von Tiefenbach (de) se trouve alors dans une situation difficile face aux Suédois de Gustave-Adolphe, qui remporte la bataille de Breitenfeld le 17 septembre. Adam Erdmann parvient à limiter les dégâts et l'armée saxonne de l'électeur Jean-Georges, allié des Suédois, fait une incursion en Bohême sans causer de dommages à ses biens familiaux.

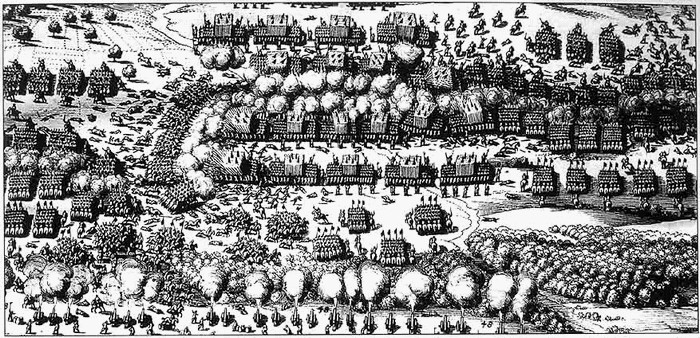
La bataille de Breitenfeld (1631).

Adam Erdmann Trčka et sa mère paraissent avoir joué un rôle notable dans les premières négociations nouées, à partir de février 1631, entre Wallenstein, alors en disgrâce, et les Suédois par l’intermédiaire d'un exilé tchèque, Jaroslav Sesyna Raschin von Riesenburg, dépêché par Heinrich Matthias von Thurn. Ces négociations sont rompues en octobre 1631 mais, en novembre, Adam Erdmann est chargé de reprendre les pourparlers de paix avec Jean-Georges de Saxe et, en janvier 1632, il rencontre Hans Georg von Arnim, général de l'Union protestante, mais le résultat de ces échanges n'est pas connu.
Au printemps 1632, Adam Erdmann reprend les opérations militaires en levant de nouvelles troupes. Il se distingue à la bataille de Lützen (16 novembre 1632) où ses unités tiennent bon face à l'attaque suédoise : les Suédois doivent battre en retraite au soir à cause de la mort de Gustave-Adolphe.
Marie Magdalene meurt le 6 janvier 1633 dans son château de Světlá nad Sázavou en léguant tous ses biens à ses petits-enfants et rien à Adam Erdmann ni à son frère cadet, Wilhelm Trčka von Lípa. Ce dernier, resté protestant, avait quitté la Bohême pour passer au service de la France, puis de la Pologne-Lituanie, mais il semble que la mort de sa mère l'ait décidé à rentrer en Bohême et à se convertir au catholicisme pour récupérer une partie de son héritage : il obtient de l'empereur les brevets de chambellan et de colonel.
Adam Erdmann reprend ses préparatifs de guerre : il demande à Ottavio Piccolomini de lui fournir 6 gros canons de 12 livres et plusieurs centaines de cuirasses, et se dote d'une garde personnelle de Polonais. Il se remet en campagne aux côtés du généralissime Wallenstein. En même temps, il rouvre les négociations secrètes avec Raschin. Il rencontre Arnim le 4 juin 1633 et obtient, le 6 juin, un cessez-le-feu de 2 semaines, puis, le 21 août, une nouvelle trêve de 4 semaines, mais les pourparlers sont rompus lorsqu’un soldat impérial tire un coup de feu sur le prince Ulrich de Danemark.

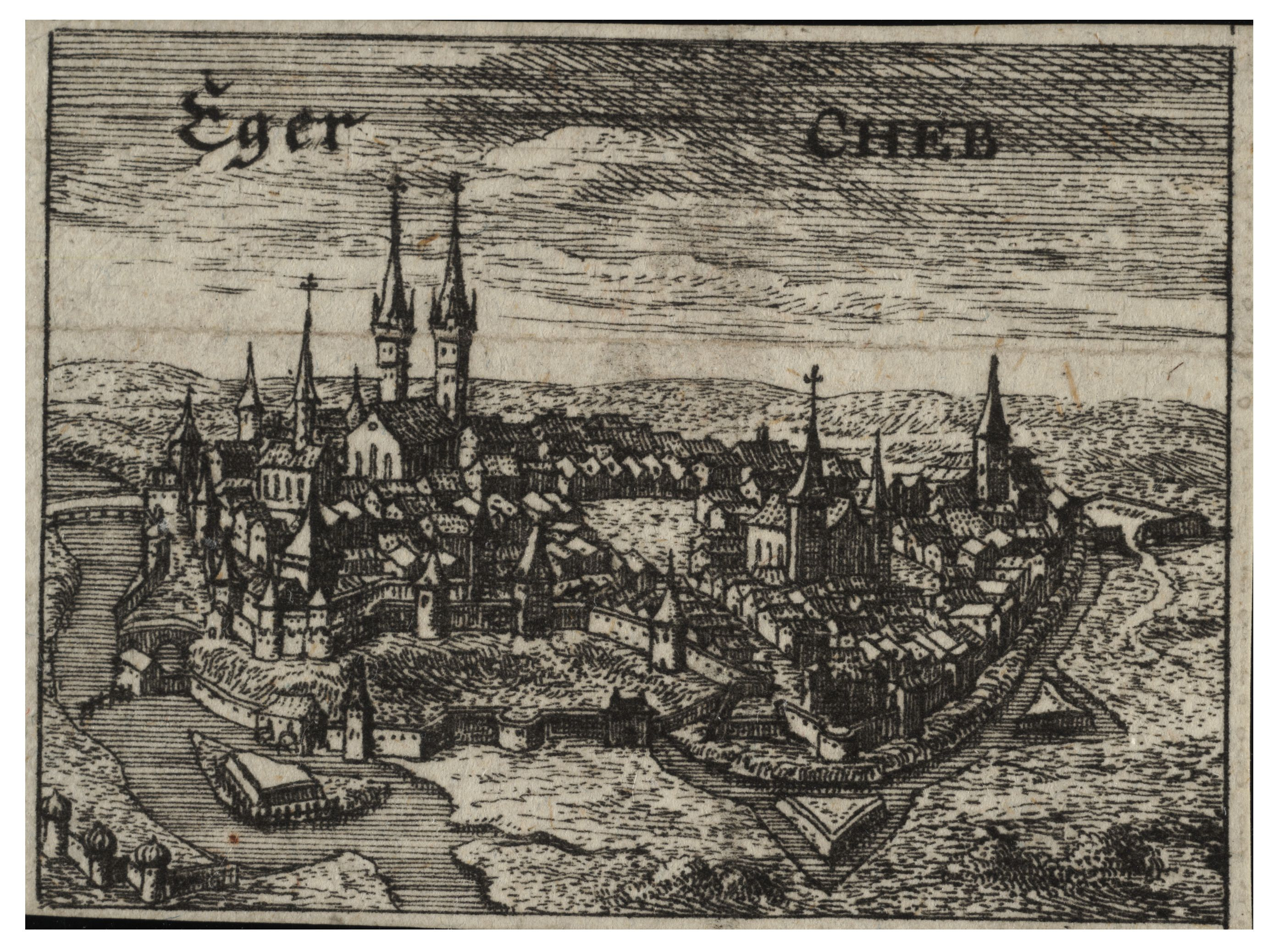
La forteresse d'Egra (Cheb), gravure de Wenceslas Hollar (1607-1677).

Wallenstein considère Adam Erdmann comme son homme de confiance et place sous son commandement les unités de son favori, Heinrich von Holk, mort de la peste le 9 septembre 1633. En outre, il demande à l'empereur de conférer à Adam Erdmann le grade de Feldmarschall-Leutnant. Aux côtés de Wallenstein, il mène une campagne victorieuse en Silésie, Lusace et Brandebourg, mettant Berlin à contribution. Cependant, Wallenstein, malade et soupçonneux, est de plus en plus en mauvais termes avec l'empereur. Celui-ci, en décembre, nomme Piccolomini feld-maréchal et Adam Erdmann General der Kavallerie.
Le 19 février, Wallenstein convoque ses généraux, dont Adam Erdmann et son frère Wilhelm, à Egra (Cheb) pour leur demander de jurer « leur corps et leur vie » à son service. Mais Piccolomini, décidé à faire échec à ce plan, arrive à gagner deux lieutenants d'Adam Erdmann, les Écossais Walter Leslie (de) et John Gordon, et à introduire ses hommes dans le château d'Egra pour l'exécution (Reichsexekution) ordonnée par l'empereur contre Wallenstein et ses complices. Deux fidèles de Wallenstein, Christian von Ilow (de) et Wilhelm Kinsky von Wchinitz und Tettau (de), sont tués sans pouvoir résister, mais Adam Erdmann se défend à coups d'épée et blesse plusieurs adversaires avant d'être abattu.

## Conséquences
Adam Erdmann Trčka von Lípa, Ilow et Kinsky sont enterrés au couvent des Frères mineurs de Mies (Stříbro). Adam Erdmann laisse une fille mineure, Marie Isabella. Ses biens sont confisqués : Matthias Gallas, général fidèle à l’empereur, fait occuper son château de Náchod pour le remettre à son nouveau maître, Piccolomini.
Johann Rudolph, le père d'Adam Erdmann, qui se trouvait à Vienne, apprend la mort de son fils avec consternation et nie avoir eu la moindre connaissance du complot mais, dit-il, il est préférable qu'Adam Erdmann ait été tué car sinon, il aurait été ramené à Vienne et écartelé à quatre chevaux.

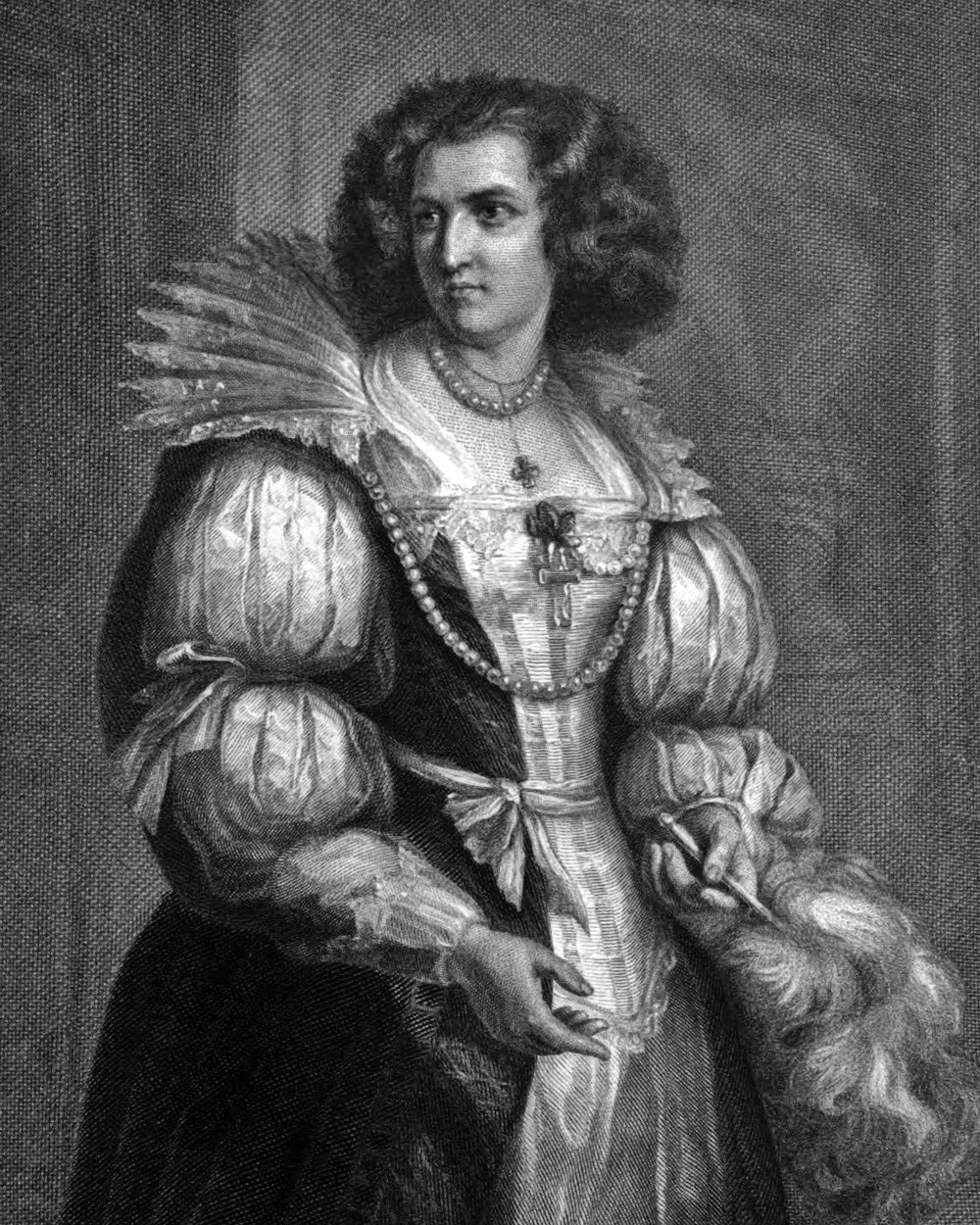
La comtesse Terzky, épouse du général. Gravure illustrant le drame Wallenstein de Schiller, par Friedrich Pecht, 1859.

Wilhelm, frère d'Adam Erdmann, se dit aussi innocent : il admet avoir signé la déclaration avec les autres colonels mais à la condition qu'on ne leur ordonne rien qui soit « contraire au service de l’empereur ». Le souverain lui fait grâce en lui ordonnant de retourner à son régiment mais Wilhelm meurt peu après (entre le 8 mars et le 9 avril) dans des circonstances inconnues.
Johann Rudolph, le 2 juin, rédige son testament : sa fortune, malgré la confiscation des biens de son fils, atteint encore la somme de 2 millions de florins rhénans. Il la partage entre ses deux filles et sa petite-fille Marie Isabella. Cependant, il est bientôt rattrapé par une commission d'enquête qui le somme de s'expliquer sur les relations entre sa femme et Wallenstein. Lorsqu'il meurt, moins d'un an après son fils, tous ses biens sont confisqués.

## Fiction
- Théâtre : Adam Erdmann Trčka von Lípa, transcrit Tersky ou Terzky, et son épouse sont deux personnages du drame Wallenstein de Schiller (1799).

## Sources et bibliographie
- (de) Cet article est partiellement ou en totalité issu de l’article de Wikipédia en allemand intitulé « Adam Erdmann Trčka von Lípa » (voir la liste des auteurs) dans sa version du 13 décembre 2018.
- (de) Hermann Hallwich, « Trcka von Lipa », dans Allgemeine Deutsche Biographie (ADB), vol. 38, Leipzig, Duncker & Humblot, 1894, p. 537-549